# جراحة جنينية
جراحة جنينية أو الجراحة التقويمية الجنينية هو فرعٌ مُتطور من طب الأم والجنين، حيثُ يشملُ أي تدخلٍ جراحي لعلاج العيوب الخلقية في الجنين الحي الذي لا يزال في رحم الحامل. تُوجد ثلاثة أنواعٍ رئيسية له: أولًا، الجراحة الجنينية المفتوحة، والتي تتضمن فتح الرحم بالكامل للتعامل مع الجنين، ثانيًا، جراحة منظارية جنينية طفيفة التوغل، والتي تستعمل شقًا جراحيًا صغيرًا وتكون موجهةً بمنظار الجنين وتخطيط الصدى الطبي، ثالثًا العلاج الجنيني عبر الجلد، ويتضمن وضع قسطرة أسفل الجلد موجهةً بتخطيط الصدى الطبي.